# Freier Beruf (Österreich)
Freie Berufe sind in Österreich Berufe im öffentlichen Interesse, die nicht von der Gewerbeordnung erfasst werden, sondern in Spezialgesetzen geregelt sind und über ein eigenes Berufsrecht verfügen.  Der Ausdruck bezeichnet also einen Berufsstand.

## Zum Begriff des Freien Berufs
Die Freien Berufe stellen wichtige grundlegende Funktionen der Zivilgesellschaft mit „bedeutsamer gesellschaftspolitischer Rolle“. Es handelt sich durchwegs um hochgradig verantwortungsvolle Berufe, die in engem Zusammenhang mit Grundsätzen von Rechtsstaatlichkeit, Bürgernähe, hohe Gesundheits- und Qualitätsstandards und Verbraucherschutz stehen. Sie stellen auch einen „Mittler zwischen Bürger und Staat“ dar. Sie zählen zu den gesellschaftlich angesehensten Berufen.

„Angehörige Freier Berufe erbringen auf Grund besonderer Qualifikation
- persönlich
- eigenverantwortlich und
- fachlich unabhängig

geistige Leistungen im Interesse ihrer Auftraggeber und der Allgemeinheit. Ihre Berufsausübung unterliegt spezifischen berufs- und standesrechtlichen Bedingungen nach Maßgabe der staatlichen Gesetzgebung und des von der jeweiligen Berufsvertretung autonom gesetzten Rechts, welche Professionalität, Qualität und das zum Auftraggeber bestehende besondere Vertrauensverhältnis gewährleisten und fortentwickeln.“

Außerdem subsumiert man darunter firmenrechtlich – im Firmenbuch – auch die Körperschaften öffentlichen Rechts (Gebietskörperschaften, Behörden), kirchliche Einrichtungen (Diözesen, Klöster), und Ähnliches, sofern sie keine andere wirtschaftliche Rechtsform haben.

## Freie Berufe
Als freie Berufe gelten:
| Berufsstand                          | Gesetzesgrundlage                                  | Anmerkungen                                                                          | Ö-ISCO (Berufsklasse) | ÖNACE (Wirtschaftszweig)                                                                       |
| ------------------------------------ | -------------------------------------------------- | ------------------------------------------------------------------------------------ | --- | ---------------------------------------------------------------------------------------------- |
| Apotheker                            | Apothekengesetz                                    |                                                                                      | 2224 Apotheker | G 47.73 Apotheken                                                                              |
| Arzt                                 | Ärztegesetz 1998                                   |                                                                                      | 2221 Ärzte | Q 86.1 Krankenhäuser; Q 86.21 Arztpraxen für Allgemeinmedizin; Q 86.22 Facharztpraxen          |
| Hebamme                              | Hebammengesetz                                     |                                                                                      | |                                                                                                |
| Klinischer und Gesundheitspsychologe | Psychologengesetz                                  |                                                                                      | |                                                                                                |
| Künstler                             | kein Gesetz                                        |                                                                                      | |                                                                                                |
| Musiktherapeut                       | Musiktherapiegesetz                                |                                                                                      | |                                                                                                |
| Notar                                | Notariatsordnung                                   |                                                                                      | 2429 Juristen, anderweitig nicht genannt | M 69.1 Rechtsberatung                                                                          |
| Patentanwalt                         | Patentanwaltsgesetz                                | auch: Patentanwaltsberuf                                                             | 2421 Anwälte | M 69.1 Rechtsberatung                                                                          |
| Psychotherapeut                      | Psychotherapiegesetz                               |                                                                                      | |                                                                                                |
| Rechtsanwalt                         | Rechtsanwaltsordnung                               |                                                                                      | 2421 Anwälte | M 69.1 Rechtsberatung                                                                          |
| Schriftsteller                       | kein Gesetz                                        |                                                                                      | |                                                                                                |
| Tierarzt                             | Tierärztegesetz                                    |                                                                                      | 2223 Tierärzte | M 75 Veterinärwesen                                                                            |
| Versicherungstechniker               | Versicherungsaufsichtsgesetz, Pensionskassengesetz | Aktuare, Versicherungsmathematiker und versicherungsmathematische Sachverständige    | | M 66.29-0 Sonstige mit Versicherungsdienstleistungen und Pensionskassen verbundene Tätigkeiten |
| Wirtschaftstreuhänder                | Wirtschaftstreuhandberufsgesetz (WTBG)             | Steuerberater, Wirtschaftsprüfer (W)                                                 | 2411 Wirtschaftsprüfer und Steuerberater | M 69.2 Wirtschaftsprüfung und Steuerberatung; Buchführung (W)                                  |
| Zahnarzt                             | Zahnärztegesetz (ZÄG)                              | zahnärztliche Berufe und Dentistenberuf (ZA, Dent., FA MKG, FA ZMK, Amtszahnärzte)   | 2222 Zahnärzte | Q 86.23 Zahnarztpraxen                                                                         |
| Ziviltechniker                       | Ziviltechnikergesetz 1993                          | Architekten, Ingenieurkonsulenten (z. B. für Vermessungswesen oder Markscheidewesen) | 2141 Architekten, Raum- und Verkehrsplaner; 2148 Kartographen und Diplomingenieure Vermessung; 2147 Diplomingenieure Bergbau, Metallurgie und verwandte Berufe | M 71.1 Architektur- und Ingenieurbüros                                                         |

(W) Die Bilanzbuchhaltungsberufe Bilanzbuchhalter und Selbständiger Buchhalter wurden mit dem Bilanzbuchhaltungsgesetz (BibuG) 2006 aus dem Wirtschaftstreuhandberufsgesetz ausgegliedert, und sind weder Gewerbe, noch freie Berufe (§ 1 Abs. 3 BibuG)

## Institutionen
Die Bundeskonferenz der Freien Berufe Österreichs ist der Dachverband der Kammern der Freien Berufe. Im Verband sind rund 170.000 Beschäftigte organisiert. Die nicht in Kammern organisierten Freiberufler sind nicht erfasst.